# Index Ventures
Index Ventures è una società europea fondata nel 1996 di venture capital a livello mondiale, con sedi centrali a Ginevra, Londra e San Francisco: investe in società tecnologiche con un focus su e-commerce, fintech, mobilità, gaming, infrastructure/AI, and security. Dalla sua fondazione, l'azienda ha investito in numerose società e raccolto circa $ 5,6 miliardi.
In oltre 20 anni di attività ha investito in più di 160 startup, come Facebook, Deliveroo, Dropbox, Revolut, Skype, Slack, Just Eat, BlaBlaCar, Etsy, Flipboard, King, Moleskine, StackExchange, Netlog, MySQL, BOF, Wealthfront, Wise, Robinhood, Sonos, Supercell, SecretEscapes, Trello, Net-A-Porter Group, Plaid, Zuora e Farfetch.

## Storia
Index Ventures ha le sue origini in una società di negoziazione di obbligazioni svizzera chiamata Index Securities, fondata da Gerald Rimer nel 1976. Nel 1992, Rimer ha reclutato suo figlio, Neil, per entrare a far parte dell'azienda e insieme hanno lanciato il suo braccio di investimento tecnologico, che si sarebbe evoluto in un'entità indipendente, Index Ventures.
Index Ventures è stata fondata ufficialmente nel 1996 da Neil Rimer, David Rimer e Giuseppe Zocco, quando hanno raccolto un fondo pilota di 17 milioni di dollari, seguito da un fondo di 180 milioni di dollari nel 1998. [8] Quell'anno l'azienda ha anche lanciato la sua pratica nel campo delle scienze della vita, che nel 2016 è stata lanciata come società di venture capital indipendente, Medicxi Ventures. La doppia sede centrale di Index Ventures a San Francisco e Londra è stata aperta rispettivamente nel 2011 e nel 2002.
Nel 2018 Index Ventures ha raccolto $ 1,65 miliardi per investire sia in fase seed che growth.
A partire da ottobre 2020, Index Ventures ha investito in 38 "unicorn" (società che valgono più di $ 1 miliardo) e 1 "decacorn" (società che valgono più di $ 10 miliardi). I suoi co-investitori più frequenti sono Tenaya Capital e T. Rowe Price.